# Princeton (Missouri)
Princeton – miasto w Stanach Zjednoczonych, w stanie Missouri, w hrabstwie Mercer.